# Eneritz Artetxe
Eneritz Artetxe Aranaz (1972 - ) es una actriz  vasca
Eneritz Artetxe Aranaz es una actriz, pedagoga y escritora teatral vasca. Estudió teatro en la escuela de teatro de Basauri y después  en la Philippe Gaulier school de Londres. Además de la formación actoral cuenta con estudios superiores de música y está graduada en educación infantil. Eneritz ha trabajado para diversos grupos de teatro y series de televisión principalmente en euskera. El año 2011 Eneritz fundó su propia compañía de teatro "Dxusturi teatroa" con la que ha llevado a escena tres monólogos "Konpota", "Karramarroa" y "Lakoste". Esta creadora también a publicado diversos textos de teatro, artículos y un ensayo.

## Biografía
Eneritz Artetxe nació en la localidad vizcaína de Gernika el 7 de febrero de 1972.

## Algunos de sus trabajos
TEATRO:
-Guridi Magical (2024) Teatro Arriaga, Dirección: Paco Revueltas.
-La tarara (2022) Hika teatroa. Dirección Agurtzane Intxaurraga. Actriz.
-La koste ( 2021) Proyecto ganador del concurso de teatro de bolsillo de San Sebastian. Guión, dirección y actuación.
-Karramarroa”(2016) Dxsuturi teatroa. Actriz. Director: Pablo Ibarluzea
-Una Casa de Muñecas( 2014-2015) Producción del teatro Arriaga. Actriz. Director: Paco Revueltas
-El sueño de una noche de verano, Uda gau bateko ametsa”(2015-2016) Producción del teatro Arriaga. Actriz. Director: Pablo Viar.
-Bremengo musikariak 2014 Producción del teatro Arriaga y el Liceu de Barcelona. Actriz.
-Los enamorados 2013 Producción del teatro Arriaga. Director: Marco Carniti.
-Konpota Dxusturi teatroa.2013-2014 Proyecto ganador del concurso “Zubi”. Actriz. Texto de Philippe Gaulier. Dirección de Pablo Ibarluzea.
-Urperatutako argiak- (2012) Grupo de teatro Maskarada. Ayudante de dirección.
-Gernika Sutan II “2011-2012) Grupo de teatro Maskarada. Cantata popular. Ayudante de dirección.
-Gernika Sutan I (2010-2011-2012) Cantata popular. Ayudante de dirección.
-Kapirota 2011-2012 Dxusturi teatroa. Actriz.
-La peor cantante de la historia (2009-2011): Maskarada. Actriz. Dirección; Carlos Panera
-Txoritxu bet dekot eskuetan (2004):Emeamar. Dirección.
-Ikaro(1999-2000) Maskarada. Actriz.Director: Carlos Panera
-La importancia de llamarse Ernesto. Maskarada (1993-1994). Actriz. Dirección: Carlos Panera
- Nahikoa (1994)Gorakada. Actriz. Dirección; Alex Diez.
-Saluten (1994) Inkieto. Actriz.
-El Circo de los parados (1991) Inkieto. Actriz.
*CINE Y TELEVISIÓN
-Goenkale teleserie (2005-2006/2006-2007/2007-2008/2008-2009) papel protagonista
-Berak baleki ( cortometraje) 2021 Dirección; Aitor Gametxo
-Pan Coniek ( cortometraje ) 2016 Dirección: Maria de Souza
-El aspirante ( cortometraje) 2014 Dirección : Alazne Etxebarria
-Jenaro gizon arrunta (Cortometraje) 2011. Dirección: Pedro Durana.
--Etxekoak, telefilm (2004), Dirección; Jabi Elortegi.
--Màcula Cortometraje (2002)
-Olatuak Deban, Cortometraje
-Urbaltzaga Cortometraje (2004-2005), dirección; Santi Urrutia.
TEXTOS EDITADOS:
-Isiltasuna. Teatro ( 2020) Editorial Susa, colección Ganbila.
-Videnteak gara ( 2020) artículos sobre teatro. EHAZE edizioak
-Karanbola hirukoitza ( 2019) Ensaio. EHAZE edizioak
-Situación de hombres y mujeres en la creación teatral (2019). Editado por el Gobierno Vasco.